# Jules Bouquet
Jules Bouquet (ur. 30 listopada 1888 w Moulins, zm. 30 października 1955 w Orsay) – francuski zapaśnik walczący w obu stylach. Dwukrotny olimpijczyk. Zajął dziewiąte miejsce w Antwerpii 1920 i piąte w Paryżu 1924. Walczył w wadze piórkowej i koguciej. Działacz sportowy.

## Letnie Igrzyska Olimpijskie 1920
| Konkurencja          | Rundy eliminacyjne    | Klas. końcowa |
| Konkurencja          | 1/8                   | Miejsce       |
| -------------------- | --------------------- | ------------- |
| 60 kg styl klasyczny | Josef Beránek (TCH) P | 9.            |

## Letnie Igrzyska Olimpijskie 1924
| Konkurencja      | Rundy eliminacyjne     | Klas. końcowa |
| Konkurencja      | 1/4                    | Miejsce       |
| ---------------- | ---------------------- | ------------- |
| 56 kg styl wolny | Ragnar Larsson (SWE) P | 5.            |